# غسل المعدة

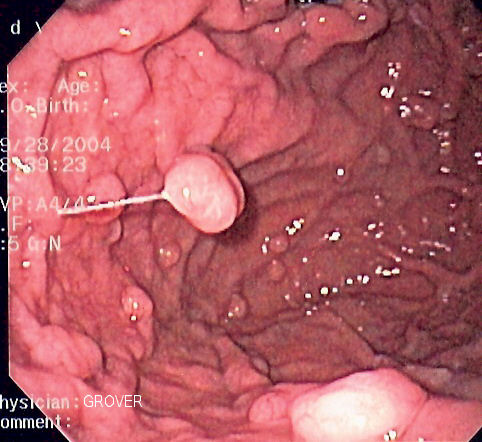
داخل المعدة

إن المعدة أو بالإنجليزية (Stomach): هي أحد الأعضاء التابعة للجهاز الهضمي في الجسم، والمعدة تتصل بكل من المريء والأمعاء الدقيقة، حيث أنها تستقبل الطعام القادم من المريء، وتقوم بدورها في هضمه، ومن ثم تدفعه إلى الأمعاء الدقيقة، فالطعام يُهْضم في المعدة بشكل جزئي، بينما في الأمعاء الدقيقة يُهْضم بشكل كلي، ويتم فيها امتصاص المواد والعناصر الغذائية الموجودة فيه.
غسيل المعدة Gastric lavage: أن غسيل المعدة هو محاولة للتخلص من المواد السامة التي تناولها الإنسان.
وهي عملية تعريض المعدة للماء لإزالة السموم. ويتم ذلك بإدخال كمية كبيرة من السوائل إلى المعدة، إما عن طريق الفم، أو بواسطة أنبوب، ثم سَحْب الماء مرة أخرى بالشفط، أو بالتقيؤ.
يطلق عليه أيضا إرواء المعدة أو ضخ المعدة , و هو عملية تنظيف محتويات المعدة.
يجب أن يحدث غسيل المعدة في خلال ساعة أو ساعتين من تناول المواد السامة حتى لا يصل إلى صمام المعدة وبعدها قد يحتاج المريض إلى تناول مواد مضادة للتسمم بالإضافة إلى تناول مطهرات ومحاليل.
وقد استخدمت لأكثر من 200 سنة كوسيلة لإزالة السموم من المعدة. وعادة ما تستخدم مثل هذه الوسيلة للشخص الذي ابتلع السم أو جرعة زائدة من دواء أو استهلك الكثير من الكحول . ويمكن أيضا أن تستخدم قبل الجراحة ، لتفريغ محتويات الجهاز الهضمي قبل أن يتم فتحه.
و بعيدا عن السموم يستخدم أحيانا (غسل المعدة )أو (غسل أنفي معدي) لتأكيد مستويات نزيف الجهاز الهضمي العلوي.

## الألية
غسل المعدة يشمل مرور أنبوب عبر الفم أو الانف إلى المعدة، تليها إدخال وإزالة كميات صغيرة من السائل بشكل متسلسل . ويجب تأكيد موضع أنبوب في المعدة إما عن طريق نفخ الهواء أثناء الاستماع إلى المعدة، أو قياس الرقم الهيدروجيني باختبار كمية صغيرة من محتويات المعدة المسحوبة منها، أو الأشعة السينية. و هذا لضمان أن الأنبوب ليس في الرئتين.
في البالغين، تدخل كميات صغيرة من المياه الدافئة أو محلول ملحي وعبر إجراء شفط إزالتها مرة أخرى. أما في الأطفال ، فيتم استخدام المحلول الملحي المتوازن، لأن الأطفال هم أكثر عرضة لخطر نقص صوديوم الدم إذا تم الغسل بالماء .

### الموشرات
بسبب احتمال القيء، فجهاز الشفط يجب أن يكون دائما في متناول اليد في حالة الإستنشاق ( الرشف ) الرئوي من محتويات المعدة.
يتم تكرار الغسيل حتى يعود السائل الذي يتم ادخاله دون محتويات المعدة , إذا كان المريض فاقدا للوعي، أو لا يمكن حماية مجرى الهواء من ثم ينبغي أن يتم وضع أنابيب لتنفس المريض قبل إجراء الغسيل.
يتم إجراء غسل المعدة في الحالات التي يكون فيها المادة المأخوذة فعلا سامة و تم تناولها خلال 60 دقيقة .

## موانع الاستعمال
لا يمكن عمل الغسل عند المرضى الذين لديهم خطر عدم حماية مجرى الهواء في المرضى المعرضين لخطر النزف أو الثقب المعوي .

## البدائل
بديلا عن غسل المعدة الكربون الفعال عن طريق الفم ، وهو شكل من أشكال الكربون له مساحة سطح كبيرة يرتبط بالسموم ، ويمنع امتصاص الجهاز الهضمي لها .

## المضاعفات
غالبا لا تحدث مضاعفات خطيرة
- الأكثر خطورة هو الالتهاب الرئوي التنفسي
- تشنج الحنجرة
- نقص الأوكسيجين
- الرعاف
- نقص صوديوم الدم
- نقص كلوريد الدم
- التسمم بالمياه، أو الإصابة الميكانيكية في المعدة.